# Vidar

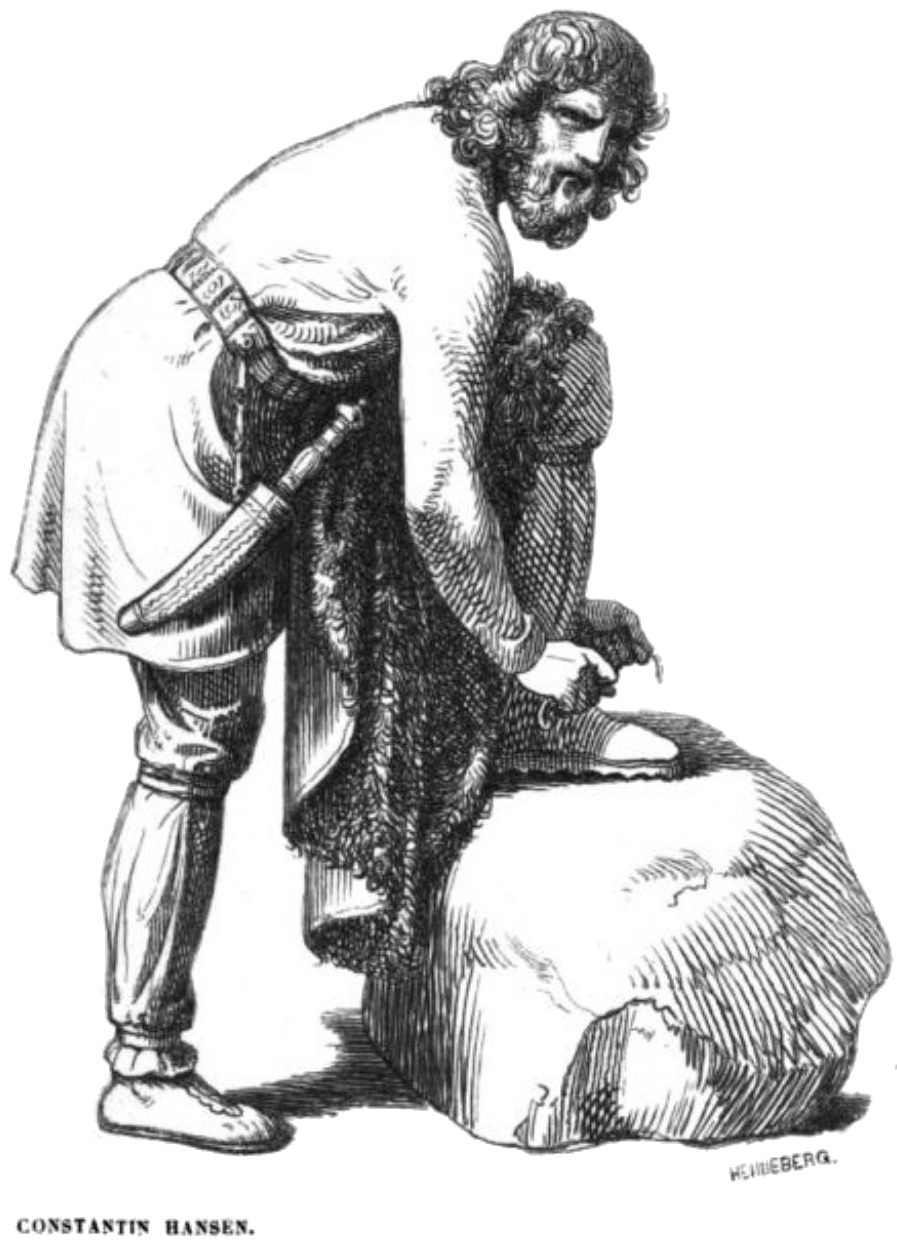
Vidar

În mitologia nordică, Vidar este fiul lui Odin și a gigantei Grid. Este zeul tăcerii și al răzbunării. După Ragnarok, el va supraviețui, iar în timpul renașterii lumii, el se va întoarce împreună cu fratele său Váli.
Când tatăl său, Odin, este devorat de lupul Fenris, Vidar se va răzbuna și va ucide bestia cu mâinile goale, sfârtecându-i fălcile. Voluspa cotrazice acest mit susținând că zeul a folosit un paloș pentru a-l înfinge în inima lupului.
Vidar este menționat ca "fiul tăcut al lui Odin", în partea a doua a "Eddei în proză".
Acest articol referitor la mitologia nordică  este deocamdată un ciot. Puteți ajuta Wikipedia prin completarea lui!
1. 1 2  Dicționarul Enciclopedic Brockhaus și Efron[*] Verificați valoarea |titlelink= (ajutor)
2. ↑  IeSBE / Bure ili Buri, v mifologii[*] Verificați valoarea |titlelink= (ajutor)